# Bacillus anthracis
Bacillus anthracis е грам-положителна спорообразуваща бактерия. Тя е причинител на заболяването антракс при хората и животните. Бактерията е открита и изолирана в чиста среда от Робърт Кох.

## Морфология
Тя е голяма пръчковидна бактерия с размери 1 – 1,2 на 3 – 5 µm. В микроскопски препарати се наблюдава поединично, в двойки или във верижка. При наличие на кислород образува спора. Бактерията е факултативен анаероб развиващ се върху хранителни среди при температура 37 °C.
Bacillus anthracis произвежда термолабилен трикомпонентен екзотоксин. Заразяването на животните се получава при пашата. Тревопасните животни поглъщат заразена със спори на бактерията почва. Хищниците и човека се заразяват при консумация на месо от болни животни. Някои от хищните бозайници притежават естествен имунитет към заболяването. Поради по-високата си телесна температура птиците не се заразяват от антракс, но служат като механични преносители на спорите.